# Miranda Sex Garden
Miranda Sex Garden es una banda inglesa establecida en Londres. Originalmente estuvieron activos desde 1990 hasta 2000, y se reformaron en 2022.

## Biografía
Katharine Blake, Kelly McCusker y Jocelyn West fueron originalmente un trío de cantantes de madrigales educadas en The Purcell School for Young Musicians, ubicado en Bushey. Barry Adamson las conoció en Portobello Road, Londres, y las invitó a cantar en su banda sonora de Delusion, para la canción Il Solitario. Luego de eso, Daniel Miller las invitó a firmar un contrato con Mute Records. Grabaron su primer sencillo Gush Forth My Tears en marzo de 1991, un madrigal con compás, mezclado por Danny Rampling. Su primer álbum, Madra (agosto de 1991), fue elaborado por el productor clásico Tony Faulkner. Fue completamente a cappella, y las  canciones estuvieron basadas en versos tradicionales en inglés. Sólo tomó dos días para grabar.
En 1992, Jocelyn West dejó la banda y fue reemplazada por Donna McKevitt (voz y viola). Además, se integraron nuevos miembros como Ben Golomstock, que tocaba la guitarra, y Trevor Sharpe, que tocaba la batería. En su segundo lanzamiento, Iris (1992), el sonido se transformó en una mezcla de sus armonías vocales de estilo madrigal con sonidos que recuerdan a géneros como el folk, rock gótico, darkwave, y la música industrial. El tercer álbum Suspiria fue publicado en marzo de 1993. A finales de ese año Kelly McCusker dejó la banda para comenzar su carrera en la música clásica. Fue reemplazada por Hepzibah Sessa.
A lo largo de los años el sonido de la banda se tornó cada vez más oscuro y sofisticado. El cuarto álbum, Fairytales of Slavery, fue producido por Alexander Hacke de la banda Einstürzende Neubauten. Para 1995 el grupo se disolvió. Katharine Blake formó un nuevo grupo, Mediæval Bæbes, con Dorothy Carter en 1996. Sharpe luego tocó la batería para Minty, Plastic Fantastic y The Servant. En 1999 se reformaron con algunos miembros nuevos y lanzaron su último álbum, Carnival of Souls, en abril de 2000.
En 2022 la banda se volvió a reformar, tocando su primer show de reunión el 28 de julio en el London's 100 Club.

## Miembros
Los miembros del grupo cambiaron significativamente con el tiempo; solo Katharine Blake permaneció en el grupo durante toda su carrera.
Los artistas que contribuyeron para su último álbum, Carnival of Souls, fueron:
- Katharine Blake (voz, violín, flautas dulces, teclados, 1991–2000)
- Trevor Sharpe (batería, 1992–2000)
- Ben Golomstock (guitarra, 1992–2000)
- Teresa Casella (bajo, 2000)
- Mike Servet (teclados, 2000)
- Barney Hollington (violín y órgano Hammond, 2000)

Miembros anteriores:
- Kelly McCusker (voz, violín, 1991–1993)
- Jocelyn West (voz, 1991)
- Donna McKevitt (voz, viola, 1992–1994)
- Hepzibah Sessa (voz, teclados y violín, 1993–1994)
- Kim Fahey (bajo, 1994)[17]

## Discografía

### Álbumes
- 1991 - Madra
- 1993 - Suspiria
- 1994 - Fairytales of Slavery
- 2000 - Carnival of Souls

### EP y Sencillos
- 1991 - Gush Forth My Tears
- 1992 - Iris (EP)
- 1993 - Sunshine
- 1993 - Play
- 1993 - Sunshine (EP)
- 1994 - Peepshow
- 2000 - Tonight